# Iglesia de San Lucas (Múnich)
La Iglesia de San Lucas ( en alemán: St. Lukas  o Lukaskirche ) es la iglesia protestante más grande de Múnich, en el sur de Alemania . Fue construida en 1893-1896 y diseñada por Albert Schmidt. Es el único edificio de la iglesia parroquial luterana anterior a la Segunda Guerra Mundial que queda en la sección histórica del centro de Múnich.
San Lucas se encuentra a orillas del Isar, entre la Steinsdorfstraße y la Mariannenplatz. La dirección del recinto se encuentra en la plaza Mariannenplatz (Mariannenplatz 3), mientras que la entrada principal está en la calle Steinsdorfstraße. Destacan los dos campanarios orientales y la cúpula de casi 64 metros de altura. Aunque la gran iglesia recibe el apodo de Dom der Münchner Protestanten (Catedral de los protestantes de Múnich), San Lucas no es sede de un obispo (cátedra).

## Historia y descripción
La historia de las iglesias protestantes en Múnich es relativamente reciente. Los primeros grupos protestantes de principios del siglo XVI fueron prohibidos y reprimidos. El Electorado de Baviera era predominantemente católico bajo el reinado de la familia Wittelsbach después de la Reforma, pero en 1799 el jefe de los Wittelsbach, el príncipe elector Maximiliano I de Baviera, se casó con Carolina de Baden, una princesa luterana, y de repente hubo una presencia protestante en la corte de Múnich. El Múnich del siglo XIX también se convirtió en una ciudad con un número creciente de inmigrantes de otras regiones de Alemania, muchos de ellos luteranos.
En 1826, ya había 6.000 feligreses luteranos en la ciudad. La primera iglesia protestante, San Mateo, se inauguró en 1833. Fue demolida en 1938 por los nazis y reconstruida después de la Segunda Guerra Mundial en otro lugar. La segunda iglesia protestante, San Marcos, se inauguró en 1877. En las últimas décadas del siglo XIX, los luteranos de Múnich necesitaban una tercera iglesia más grande. Pero la familia real bávara se preocupaba por proteger el carácter católico de la ciudad, por lo que se concedió a los luteranos un terreno a orillas del río Isar para construir San Lucas. La primera piedra se colocó el 29 de junio de 1893 y la iglesia se consagró el primer Adviento de 1896.

## Arquitectura y arte

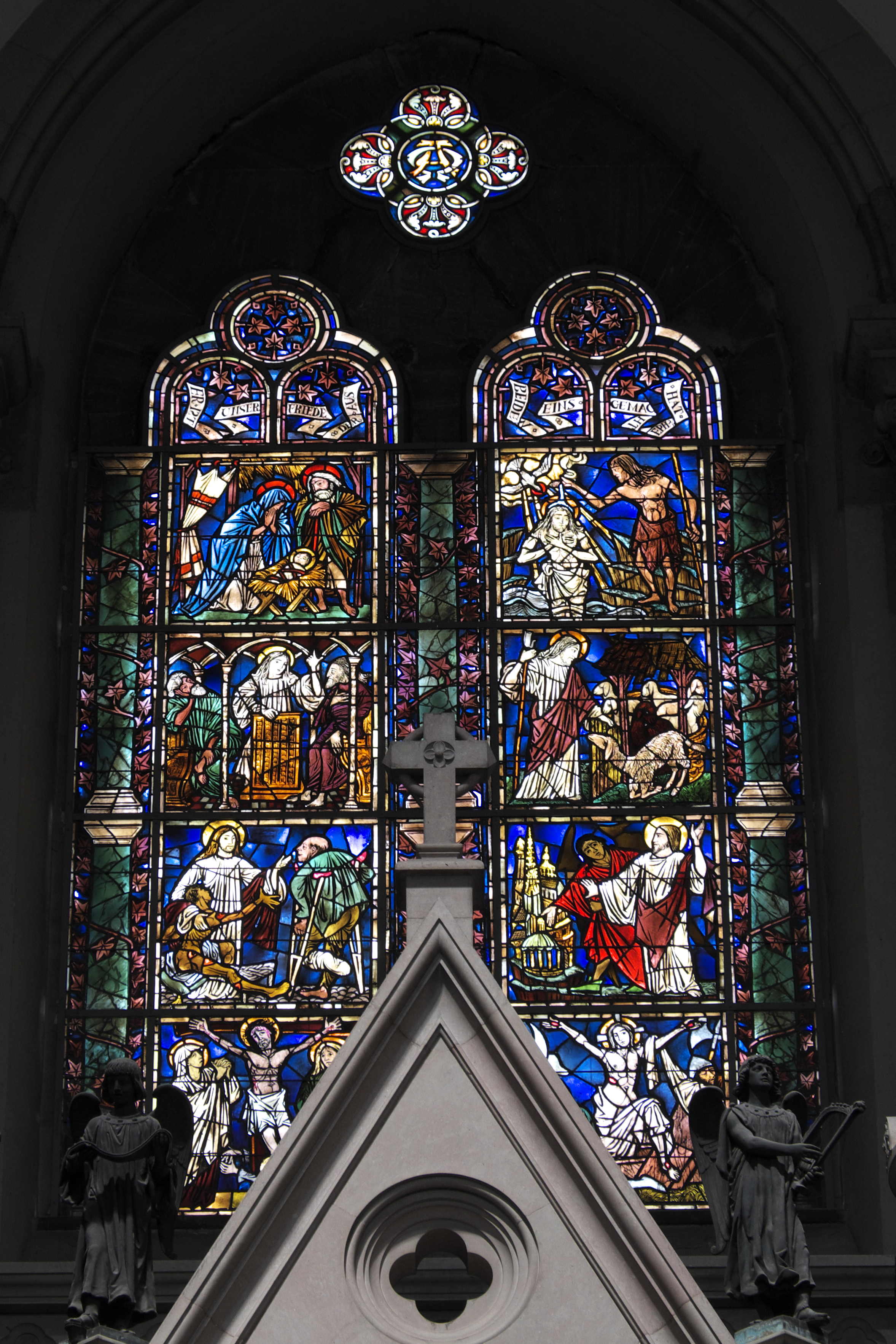
Iglesia parroquial evangélica luterana de San Lukas im Lehel en el distrito Altstadt-Lehel de Munich (Baviera/Alemania), ventana del coro

El arquitecto Albert Schmidt utilizó estilos anteriores a la Reforma para complacer a los gobernantes católicos de la ciudad: La arquitectura exterior está construida con formas románicas, mientras que el interior recuerda al primer gótico renano, basado en la forma geométrica de una cruz griega. En el este hay un ábside de tres lados, la fachada occidental es de siete lados y tiene torres cuadradas.
San Lucas contaba con unas vidrieras artísticamente destacadas de 1896-99, que habían sido creadas por el München Mayer'sche Hofkunstanstalt (taller de arte de la corte de Múnich) a partir de los bocetos del inglés Charles Dixon, uno de los pintores de vidrio más reconocidos de su época.
Estas ventanas resultaron destruidas irremediablemente durante el gran ataque aéreo del 6/7 de septiembre de 1943. Las ventanas perdidas del presbiterio fueron sustituidas por otras nuevas por Hermann Kaspar en 1946. El cuadro del altar es una obra del artista Gustav Adolf Goldberg, que está dedicada al Entierro de Cristo.

## Órgano
El órgano fue construido en 1932 por GF Steinmeyer & Co. (Oettingen).

## Galería

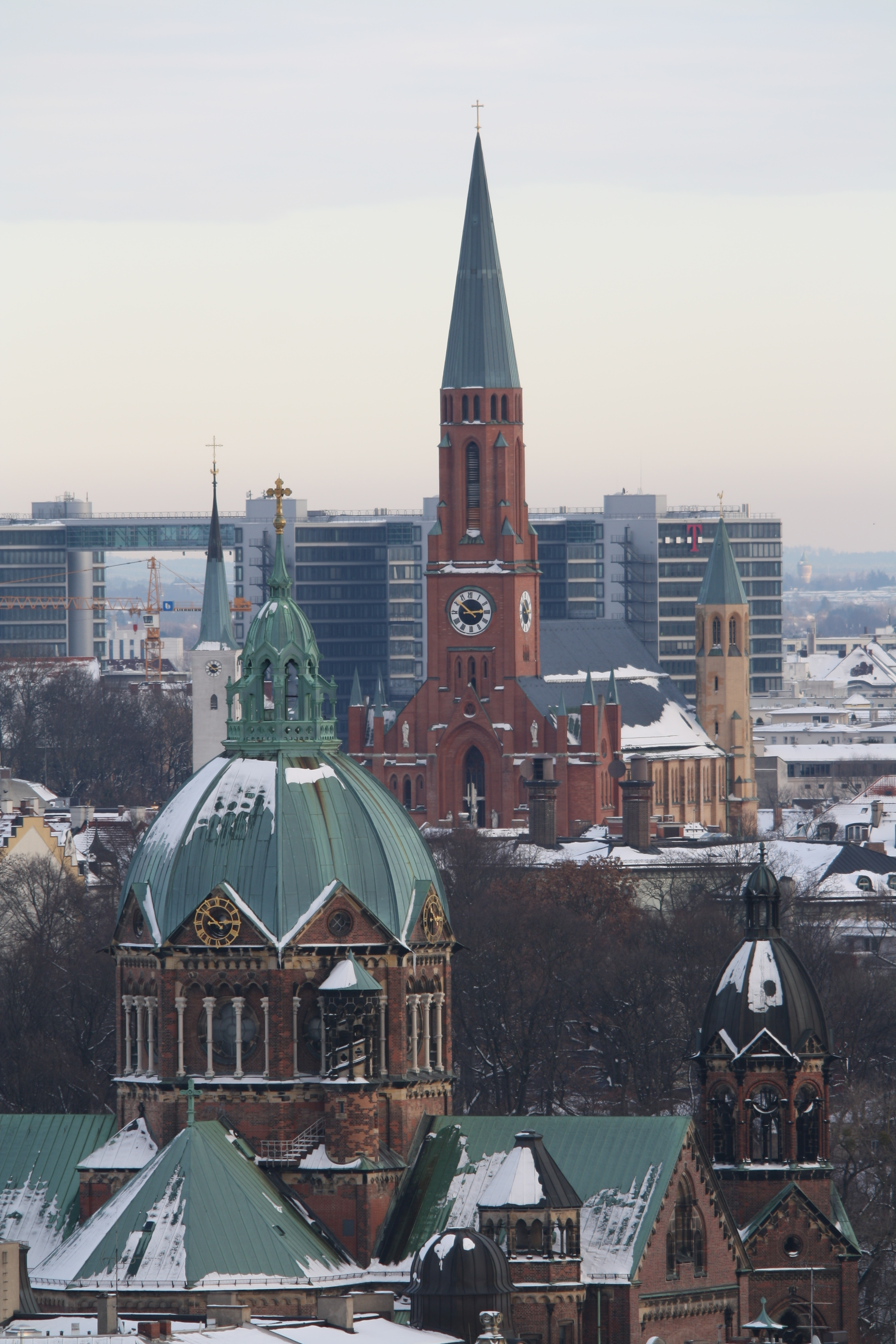
La iglesia de San Lucas con la iglesia católica de San Juan Bautista al fondo
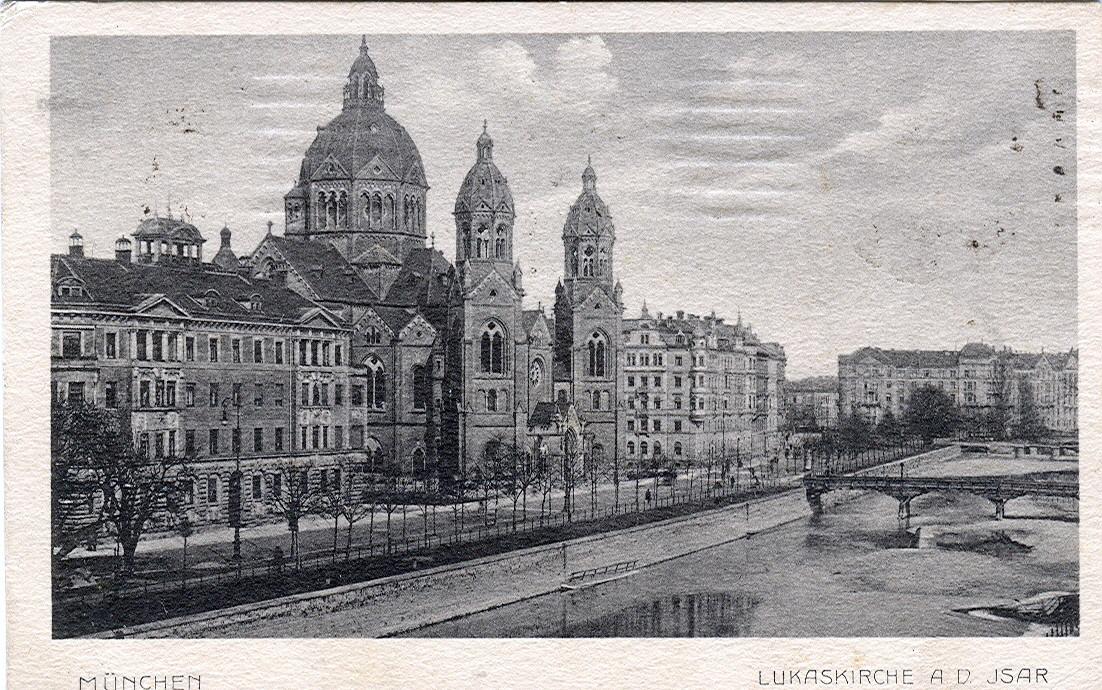
San Lucas en 1918
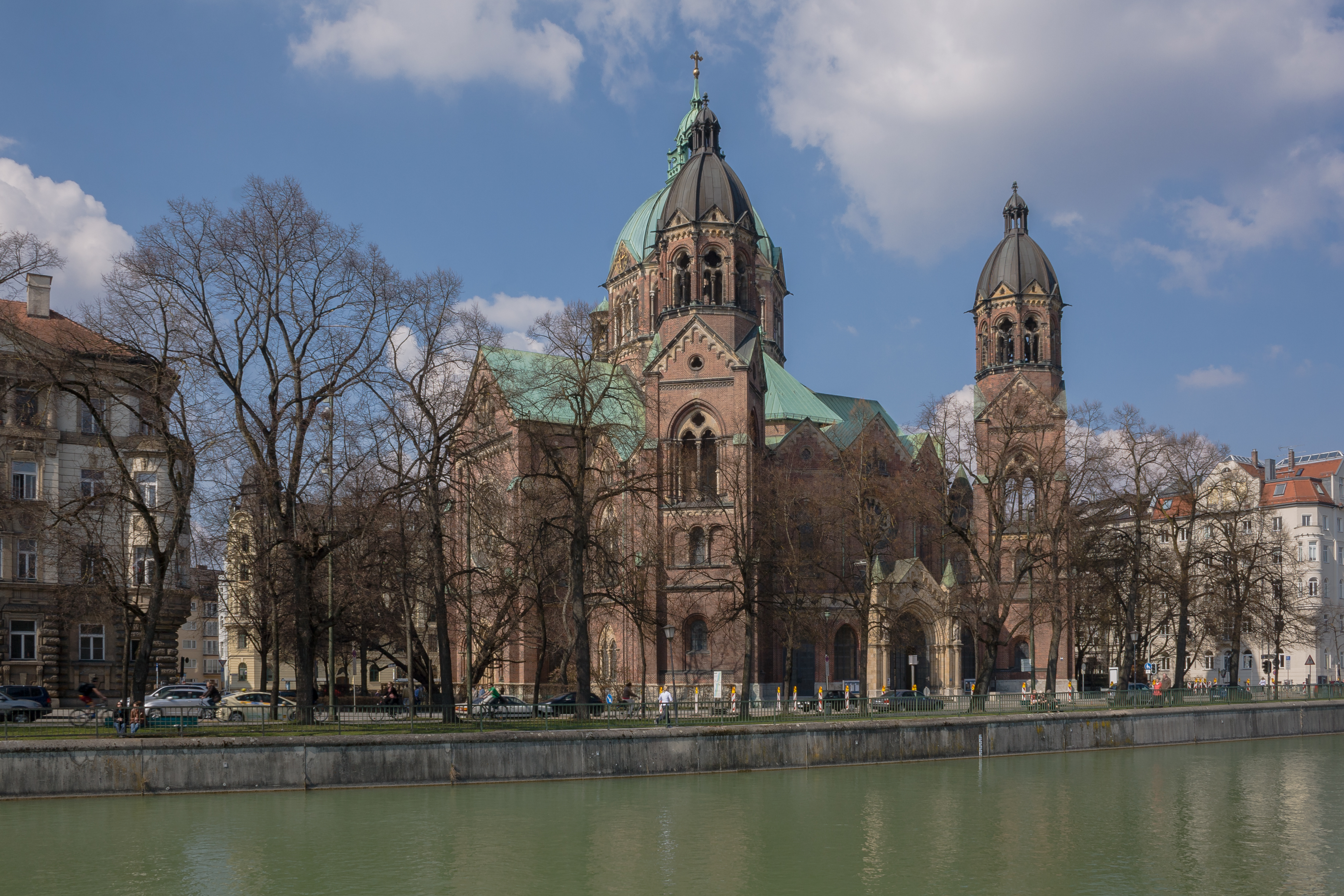
Exterior
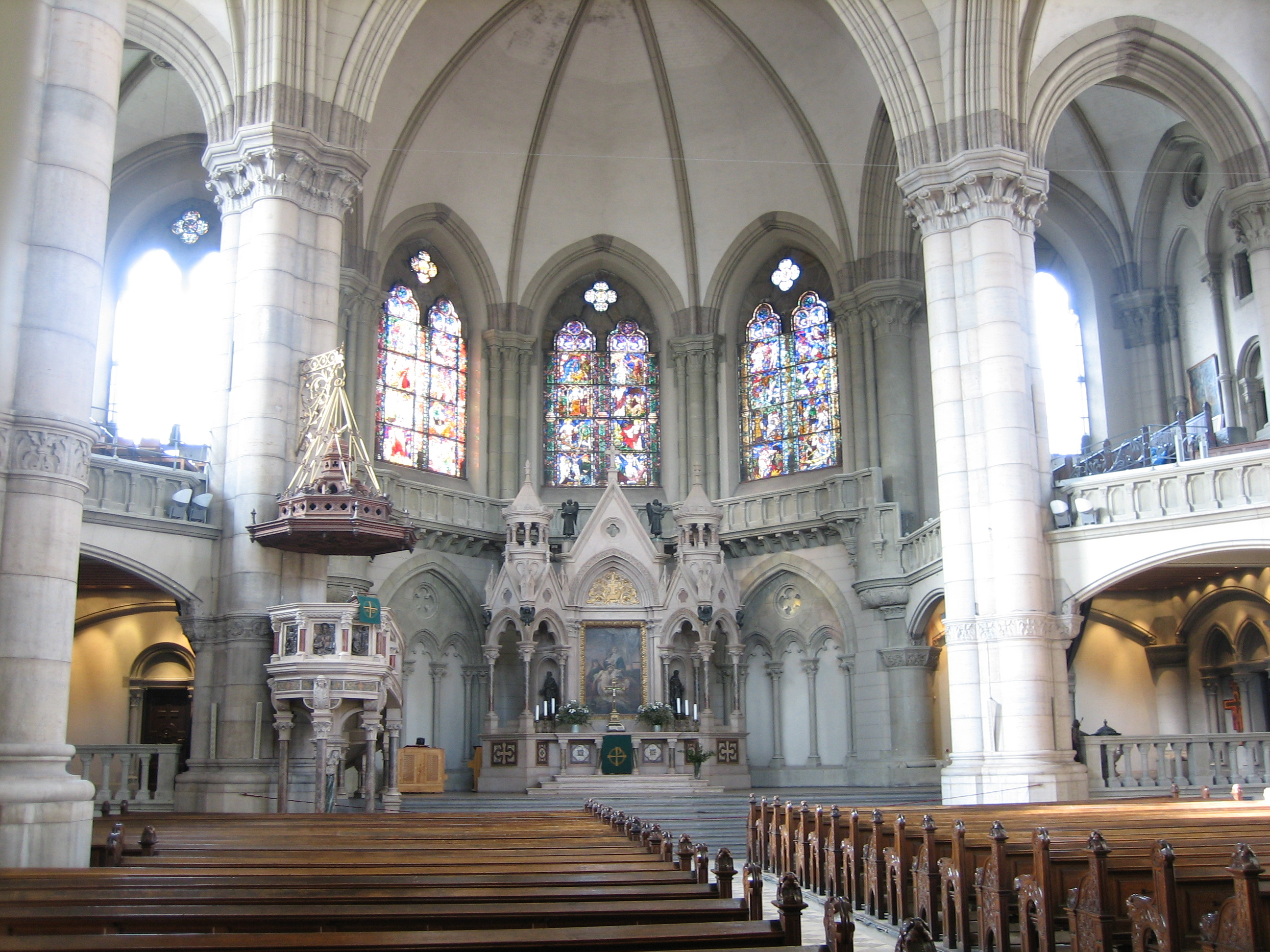
Interior
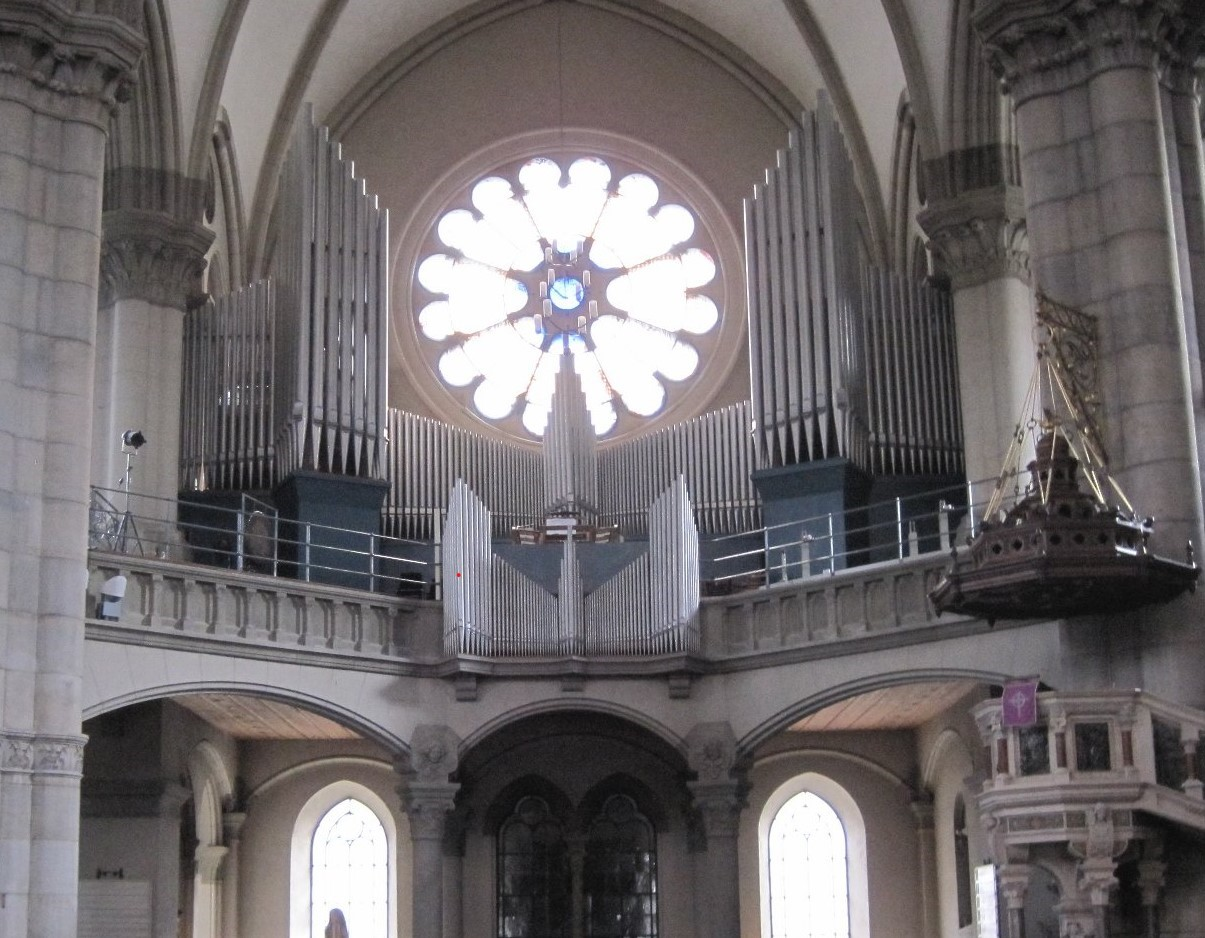
Órgano
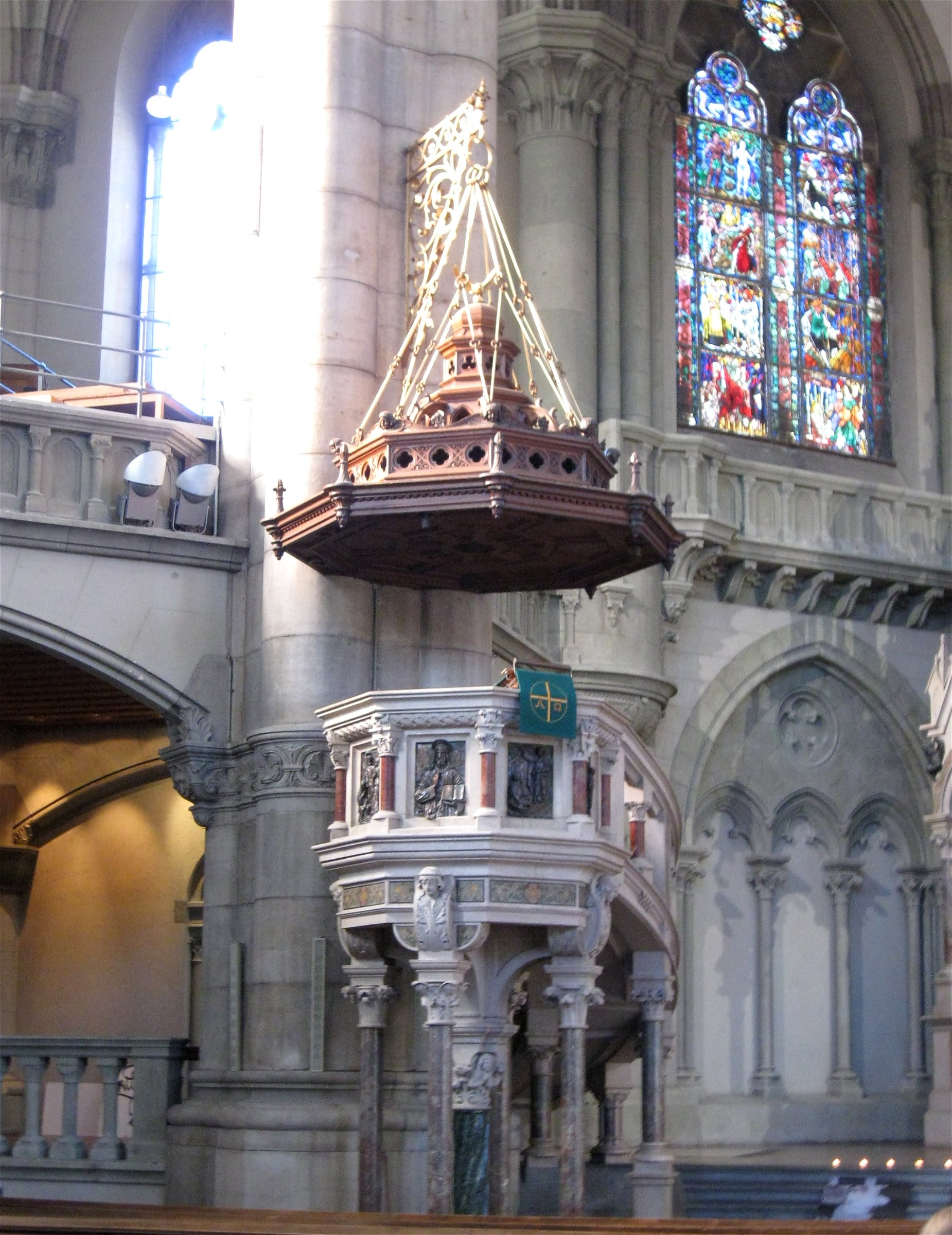
Púlpito
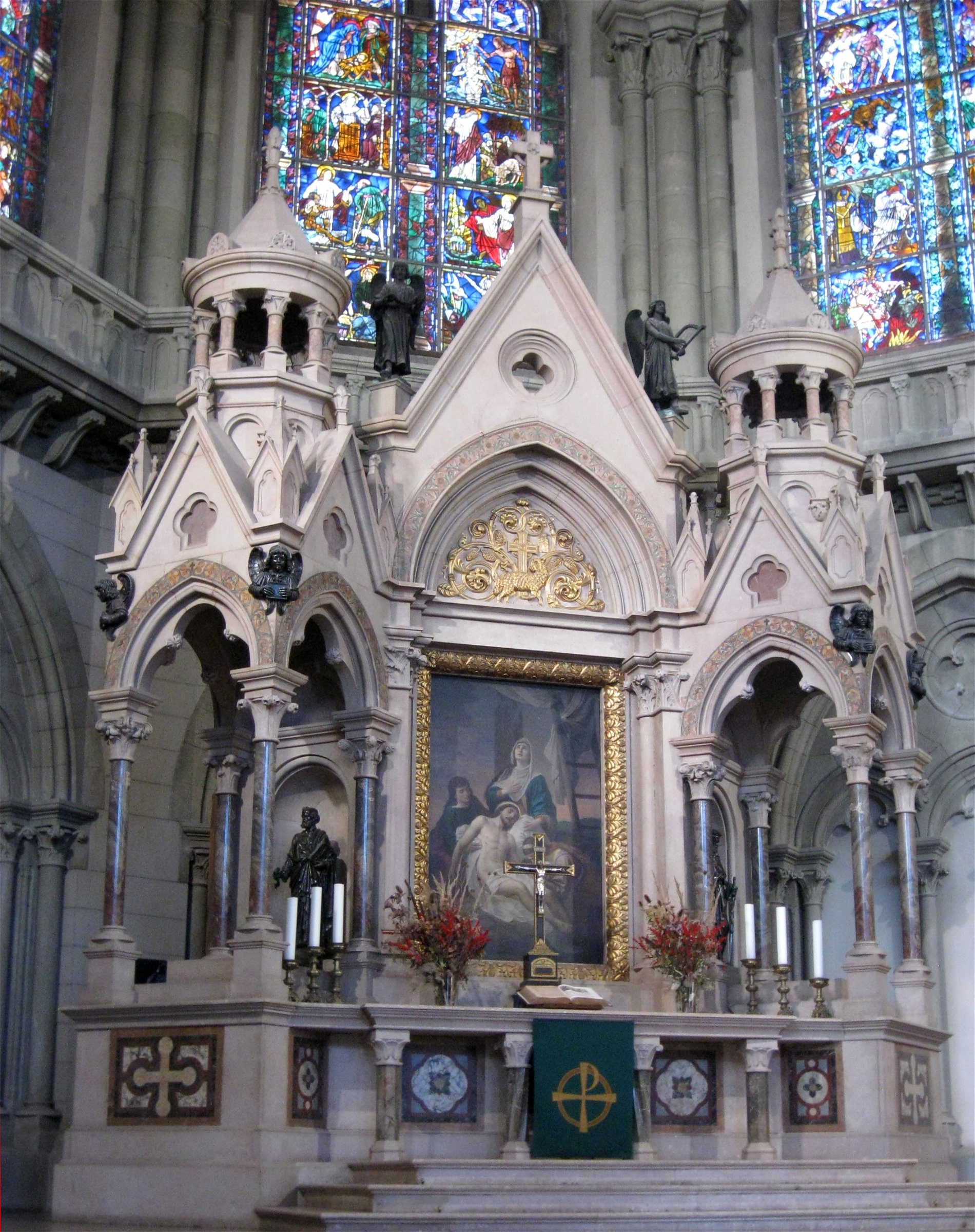
Altar